# João dos Prazeres
João dos Prazeres (Guarda,? — Angra, 1 de Fevereiro de 1685) foi o 15.º bispo da Diocese de Angra, tendo-a governado de 1683 a 1685.

## Biografia
D. Frei João dos Prazeres nasceu na Guarda, foi filho do Corregedor Manuel da Costa Valadares e de sua mulher Paula de Lemos. Depois de preparatórios na sua cidade natal, partiu para Évora onde estudou no Colégio da Companhia de Jesus daquela cidade e depois se formou na Universidade de Évora, da qual foi feito lente em 1672.
Pouco depois passou para os franciscanos, ingressando na Província do Algarve daquela Ordem. Foi guardião no Convento de Coimbra e a 2 de Novembro de 1675 foi feito provincial. Foi depois definidor, custódio e pregador de grande nomeada.
Estando vaga a Diocese de Angra foi frei João dos Prazeres apresentado para o lugar por carta do rei D. Pedro II de Portugal, sendo confirmado por breve do papa Inocêncio XI datado de 8 de Março de 1683. Foi sagrado no Mosteiro da Madre de Deus de Lisboa a 16 de Maio de 1683, tomando posse da Diocese no dia 22 de Agosto desse mesmo ano.
Na sua visita pastoral à paróquia dos Altares, no norte da ilha Terceira, criou o lugar de mais um cura com o objectivo de aquele ir celebrar aos domingos à ermida da Madre de Deus, no Raminho, embrião da futura freguesia do mesmo nome, então tendo como termo o território que ia da Canada dos Dois Moios até à Ponta da Fajã.
Foi um bispo considerado de vida exemplar, sobressaindo a ingenuidade e candura da sua alma. Faleceu tão endividado que a prata que servira nos seus pontificais foi arrematada em hasta pública, conseguindo o cabido reavê-la com os fundos da Mitra e das Chancelarias. Ainda assim, alguns anos depois de ter sido enterrado, o coveiro da Sé ao abrir o coval encontrou entre os seus restos uma preciosa cruz peitoral em ouro com pedraria preciosa, hoje no Tesouro da Sé.
Faleceu a 1 de Fevereiro de 1685 no Colégio dos Jesuítas de Angra, onde se havia recolhido. Foi sepultado na capela-mor da Sé Catedral de Angra.